# مینا واینستین-اورون
مینا واینستاین-اورون باستانشناس اسرائیلی و استاد باستان‌شناسی در دانشگاه حیفا است. اورون در سال ۱۹۹۱م. به عنوان رئیس به دانشکده باستان‌شناسی دانشگاه حیفا پیوست. پژوهش‌های او در مورد ماقبل تاریخ شام و آفرواوراسیا، پالینولوژی مدیترانه شرقی و جهان قدیم، دورهٔ کواترنر، و انقلاب کشاورزی، از جمله تولید غذا و استقرار، است. اورون مدرک کارشناسی خود را در رشته مددکاری اجتماعی در دانشگاه بار-ایلان در سال ۱۹۷۳م. به پایان رساند. او مدرک لیسانس باستان‌شناسی و ماقبل تاریخ را در دانشگاه تل آویو دریافت کرد. در سال ۱۹۷۶م. مدرک کارشناسی ارشد را در رشته پالینولوژی و ماقبل تاریخ، مجموعاً، از دانشگاه تل آویو دریافت کرد. او تحصیلات خود در مقطع دکترای پالینولوژی را در سال ۱۹۸۴م. در دانشگاه تل آویو به پایان رساند.
واینستین-اورون از سال ۱۹۹۴م. حفاری‌هایی را در ال واد انجام داده‌است.